# Amazo
Amazo es un personaje ficticio que aparece en DC Comics. El personaje primero aparece en The Brave and the Bold n.º 30 (junio de 1960) y fue creado por Gardner Fox y Murphy Anderson. Un androide, la habilidad especial de Amazo es la de reproducir las habilidades especiales de varios superhéroes y supervillanos con los que entre en contacto. A lo largo de la publicación, Amazo ha sido con más frecuencia un villano para la Liga de la Justicia, Batman, Superman una asamblea de la mayoría de los superhéroes DC más conocidos; Amazo también permanentemente replicó los poderes y habilidades de la primera Liga de la Justicia que encontró, haciendo de él un adversario muy poderoso en todos los aspectos posteriores. Aunque, más tarde se unió a la Liga de la Justicia.
Debutando en la Edad de Plata de los cómics, el personaje ha aparecido en los cómics y otros productos relacionados con DC Comics, incluyendo series de televisión animadas, cartas coleccionables y videojuegos.
En los medios de acción en vivo, varios robots Amazo aparecieron en el evento crossover Arrowverso Elseworlds.

## Historia de publicación
Amazo apareció por primera vez en una historia única en The Brave and the Bold n.º 30 (junio de 1960) y regresó como un oponente regular de la Liga de la Justicia en Justice League of America n.º 27 (mayo de 1964) y n.º 112 (agosto de 1974). Otros números importantes incluyen un encuentro con un Superman sin poderes en Action Comics n.º 480-483 (febrero – mayo de 1978), y después de haber sido reactivado por las radiaciones del sol rojo en Justice League of America n.º 191 (junio de 1981) y n.º 241-243 (agosto – octubre de 1985).
Un modelo diferente de Amazo aparece en Justice League Quarterly n.º 12 (otoño 1993) y combatió el héroe Aztec en Aztek: The Ultimate Man n.º 10 (mayo de 1997) antes de ser destruido en Resurrection Man n.º 2 (junio de 1997). Una versión avanzada debutó en una historia única en JLA n.º 27 (marzo de 1999), y otro apareció en la serie limitada Hourman, específicamente los números n.º 1, n.º 5-7, n.º 17, y n.º 19-21 (abril de 1999 – diciembre de 2000).
El origen de Amazo se revela en Secret Origins of Super-Villains 80-Page Giant n.º 1 (diciembre de 1999). Otra versión se descubrió que era parte de un cargamento de armas en Batman n.º 636-637 (marzo – abril de 2005) y durante la historia Villains United en Tormenta de Fuego (vol. 2) n.º 14-16 (agosto – octubre de 2005), Villains United n.º 5-6 (noviembre – diciembre de 2005), y Villains United: Infinite Crisis Special (junio de 2006).
La consciencia de Amazo volvió en Justice League of America n.º 1-5 (octubre de 2006 – marzo de 2007), plantada en el cuerpo de su compañero androide el Tornado Rojo. Ivo también creó la descendencia de Amazo en JLA Classified n.º 37-41 (junio – octubre de 2007).
Una historia que continúa la historia presentando a Tornado Rojo Justice League of America (vol. 2) n.º 21-23 (julio – septiembre de 2008).
El escritor Mike Conroy notó, "Amazo era una espina constante en el lado de la LJA ... aunque su programación y sensibilidad propia han mostrado ninguna ambición hacia la conquista del mundo ... Su misma existencia es un peligro para toda la humanidad."

## Biografía
El androide Amazo fue construido por el científico loco Profesor Ivo, que se obsesionó con la inmortalidad. La original Liga de la Justicia (Linterna Verde, Flash, Aquaman, Mujer Maravilla, y el Detective Marciano) encuentran a Amazo después de experimentar la pérdida repentina de sus habilidades. Después de escuchar los informes de que algunas criaturas de larga vida están siendo robadas de maneras inusuales (un pez gato fue robado con un rayo verde para cortar a través de la pared, y una cigarra fue capturada con un lazo dorado), el equipo deduce que sus poderes han sido robados. Los héroes se dividen para proteger otros animales de larga vida, solo para ser derrotados por su parte (a excepción de Superman y Batman) por Amazo, que encierra a todo el equipo en cilindros llenos de gas. Antes de borrar su memoria, Ivo se revela como el cerebro detrás del plan y que, utilizando los datos obtenidos de los animales capturados, creará un suero de longevidad. Al extender su vida por 500 años, Ivo espera conquistar su miedo a la muerte y el mundo (como él siempre puede crear más suero, o perfeccionarlo a la verdadera inmortalidad). Pensando con anticipación ya que Batman no tiene superpoderes y él posee un trozo de kryptonita para derrotar a Superman, Ivo es frustrado por Linterna Verde. El Linterna había utilizado parte del gas de color amarillo para proteger su memoria de ser borrada antes de recargar su anillo y usarlo para alejar los poderes de Amazo, restaurando poderes de la Liga y las mentes. Ivo y Amazo son derrotados, con Ivo siendo encarcelados (irónicamente sentenciado a 500 años), y Amazo siendo almacenado en la sala de trofeos de la Liga de la Justicia.
A propuesta de la mascota del equipo Snapper Carr, la Liga de la Justicia reactiva a Amazo para hacer frente a una amenaza alienígena que ha drenado su factor de éxito. A pesar de que el alien drena las habilidades de Amazo, los poderes combinados del androide sobrecargan a la criatura como se pretende, haciendo que se vuelva inerte y devuelve al equipo a su factor de éxito. La Liga de la Justicia luego derrota a Amazo, una vez más y devuelven al androide al almacenamiento. Cuando la Liga de la Justicia pierden sus poderes debido a las maquinaciones del villano Libra, los héroes reactivan a Amazo una vez más. El androide atrae sus poderes perdidos, los cuales finalmente son devueltos a través de la tecnología diseñada por Batman y el Átomo.
La radiación de un sol rojo que explota en el espacio exterior llega a la Tierra y debilita Superman significativamente. La radiación también revive a Amazo, quien derrota al resto de la Liga de la Justicia, y los encarcela, aunque asegurándose de que pueden verlo. Amazo entonces busca a Ivo, con el deseo de ser desactivado. Descubriendo que Ivo no puede ayudarlo, el androide decide matar a Ivo y Superman, sin embargo, se escapan con un dispositivo de teletransporte que Superman había escondido en su boca a la Fortaleza de la Soledad. Superman se ve obligado a crear y utilizar una máquina llamada "Supermóvil" para compensar su estado debilitado, lo que le protege de la radiación y es capaz de imitar sus poderes, junto con otros accesorios, con los que lucha contra Amazo y salva a Ivo y a Lois Lane. Superman a continuación utiliza el dispositivo para viajar cinco días en el futuro, cuando los efectos de la radiación solar roja han pasado la Tierra. Nuevamente con sus poderes, Superman derrota a Amazo y rescata a la Liga de la Justicia. Amazo es reactivado por el ex enemigo de la Liga de la Justicia Key, que busca una cura para su estado actual contraído utilizando las habilidades del equipo de superhéroes. Hombre Halcón, sin embargo, ayuda a la Liga de la Justicia a derrotar a Amazo, y su compañera Zatanna restaura a Key a su anterior estado.
Ivo reactiva a Amazo para usarlo contra una versión más débil de la Liga, con el androide derrotando a todos los nuevos miembros hasta que finalmente se detuvo por el Detective Marciano y Aquaman. Un modelo diferente de Amazo es activado y pelea con el equipo de superhéroes de Conglomerado, y mientras busca a Ivo se encuentra con el héroe Aztek, que razona con el androide. Esta versión brevemente lucha contra el Hombre Resurrección antes de ser finalmente destruido.
Una versión de Amazo es sacada de la corriente temporal por un curioso Hourman, que desea conocer a su "ancestro". Amazo responde atacando a Hourman y copiando el "Worlogog", un artefacto incrustado en el androide. Amazo se convierte entonces en "Timazo" y causa estragos con su recién descubierta habilidad de manipular el tiempo, hasta ser arrojado de nuevo en la corriente temporal como su antiguo yo por Hourman. Una versión actual de Amazo tiene varios encuentros más con Hourman.
Otra versión, con la habilidad de absorber las habilidades de la Liga a un nivel conceptual, domina más de dos docenas de héroes, hasta que Atom le dice a Superman que anuncie que el equipo se disolvió. La premisa de que la Liga ya no existe priva al androide del propósito y se apaga. Batman y Nightwing descubren un Amazo parcial (carente de habilidades varias) en un cargamento de armas, y lograron destruir el androide desactivando sus habilidades individuales, como utilizar batarangs explosivos para dañar su pierna (evitando que use la velocidad de Flash) y cubre sus ojos con explosivo plástico (haciendo que sus ojos se destruyen cuando utiliza la visión de calor de Superman), antes de destruirlo finalmente con un misil desde el Batmóvil.
Otro Amazo participa en un ataque masivo por un grupo de villanos en la ciudad de Metrópolis, pero es desactivado cuando en algún momento el héroe Adán Negro decapita al androide.
Ivo luego usa las partes del Amazo actual junto con óvulo y ADN humanos para crear al "hijo" del androide. Despierto prematuramente por un terremoto, la versión juvenil de Amazo cree ser un estudiante de filosofía llamado Frank Halloran, que sale con una chica llamada Sara. Amazo revela la verdad a su progenie, que intenta resistirse a su programación al convertirse en un héroe llamado "Kid Amazo". Poco a poco volviéndose loco, Kid Amazo se enfrenta a Ivo y descubre que Sara es la hija de Ivo y fue puesta a vigilar al androide. Batman deduce que Kid Amazo tiene tanto los poderes y las personalidades de la LJA, y durante una batalla con la Liga crea disensiones en el equipo que imita el androide, causando un error de lógica interna que lo destruye.
Ivo en secreto descarga la programación de Amazo en el cuerpo de Tornado Rojo, la creación de en algún momento el aliado profesor T.O. Morrow. Varios miembros de la Liga de la Justicia luchan con un ejército de androides Tornado Rojo, hasta descubrir que el cuerpo de Tornado Rojo va dirigida a la mente de Solomon Grundy. Aunque el proceso se impide, la programación de Amazo se afirma y ataca al equipo de superhéroes, a pesar de sus intentos de desmantelar al androide. La miembro Vixen finalmente destruye el cuerpo de Tornado Rojo cortándolo por la mitad.
Un nuevo cuerpo es creado para el Tornado Rojo, a pesar de la programación de Amazo de las descargas del primer cuerpo en la armadura. El androide lucha contra la LJA hasta ser transportado al pozo gravitatorio de la estrella roja Antares.

### Los nuevos 52
El primer argumento tiene lugar cinco años en el pasado y detalla el origen de la Liga de la Justicia original en Los Nuevos 52, un reinicio del universo DC Comics. En una historia de origen se revela que el héroe Victor Stone fue cargado con el sistema operativo "A-maze" del Profesor Ivo entre otras características. La Liga más tarde lucharía contra el androide.
Durante la historia de Forever Evil, Amazo aparece como miembro del Sindicato del Crimen y la Sociedad Secreta de Supervillanos.
Durante la historia del Virus Amazo, un virus de la nanotecnología infectó a los seres humanos con el ADN de Amazo. Al final, el virus tomó el control total de un anfitrión convirtiéndolo en el nuevo Amazo.

## Poderes y habilidades
Los androides Amazo del profesor Ivo usan "células de absorción" para duplicar los poderes de los metahumanos, como la fuerza de Superman, la velocidad de Flash, las habilidades y el intelecto de Batman y las habilidades de Wonder Woman, Green Arrow, Aquaman y Detective Marciano. También ha demostrado utilizar las capacidades de Atom y Hombre Elástico y Canario Negro. Las versiones posteriores son también capaces de copiar objetos, tales como el anillo de poder de Linterna Verde, el lazo mágico de Wonder Woman, y la maza de metal N de Chica Halcón. Todas las versiones aparentemente conservan las habilidades básicas de los cinco miembros que la Liga de la Justicia encontraron por primera vez.

## Otras versiones

### Adventures in the DC Universe
La serie Adventures in the DC Universe presenta una batalla entre la JLA y Amazo, con el androide finalmente detenido por un pulso electromagnético.

### LJA: El clavo
La serie limitada JLA: The Nail revela, en retrospectiva, que Amazo atacó y paralizó a Flecha Verde durante una batalla con la JLA (También es recordado por haber matado a Hombre Halcón, pero esto nunca se muestra explícitamente). El androide es finalmente desactivado por Flash cuando es enviado por la mente maestra de la historia para matar a la Liga de Asesinos. Aprovechando el hecho de que Amazo sólo puede "copiar" sus poderes, en lugar de utilizarlos ingeniosamente, Flash se vuelve inmaterial, mientras que Amazo le está atacando, y remueve el cerebro de Amazo antes de que Amazo pueda procesar la nueva táctica de Flash y utilizarla él mismo. En la secuela, JLA: Another Nail, el cerebro de Green Arrow lisiado es transferido a Amazo, quien se sacrifica para salvar al universo.

### JLA/Avengers
Cuando la realidad ha sido deformada por Krona, Mujer Maravilla es visita hablando con Capitán América sobre encuentros anteriores que han tenido, el primero de los cuales estaba luchando contra un equipo de Ultron-5 y Amazo. Más tarde Amazo es visto como uno de los villanos últimos custodiaban la base de Krona, y ayuda a saturar a Thor.

### Flashpoint
En la línea de tiempo alternativa Flashpoint, Amazo fue un oficial de correcciones de la prisión militar de la Muerte. Amazo es controlado por Átomo a través de una interfaz mental.

### Los nuevos 52
Él aparece en Justice League n.º  8 siendo derrotado por la Liga de la Justicia.

### Captain Carrot and His Amazing Zoo Crew
La serie de 1980 El Capitán Zanahoria y su sorprendente Zoo Crew! presentó la Tierra paralela de "Tierra-C-Mino," un mundo poblado por superhéroes animalizados paralelo a la corriente principal del Universo DC. Tierra-C-Minus tenía una contraparte de Amazo llamado "Amazoo". El cuerpo androide de Amazoo es un compuesto robótico de una docena de diferentes partes y habilidades del cuerpo de animales diferentes.

## En otros medios

### Televisión

#### Acción en vivo
- Amazo aparece en los programas de televisión que tienen lugar en Arrowverso:
  - En Arrow, el Dr. Ivo habitó un barco llamado Amazo donde probó experimentos con suero Mirakuru y torturó a sus cautivos, incluido Anatoly Knyazev. El barco finalmente fue tomado por Slade Wilson (que se estaba volviendo loco debido al suero de Mirakuru) después de que mató a su antiguo capitán, "The Butcher", y le cortó la mano a Ivo. Tras la derrota de Slade por Oliver y la muerte de Ivo y su tripulación, el barco naufragó en las costas de Lian Yu.
  - El androide Amazo, o A.M.A.Z.O. (Anti-Metahuman Adaptive Zootomic Organism), debuta en el crossover Elseworlds. Construido por Ivo Laboratories para A.R.G.U.S., es capaz de replicar todas las habilidades naturales y habilidades especiales de un individuo, como un metahumano, extraterrestre o humano común. En "Elseworlds, Part 1", A.M.A.Z.O. se despierta cuando Oliver (quien cambió de vida con Barry en circunstancias misteriosas y se convirtió en Flash) accidentalmente le lanza un rayo. En una batalla culminante, es derrotado por un virus informático creado por Cisco Ramon con la ayuda de Superman, Supergirl, Flash y Green Arrow (quien, debido al cambio, es Barry Allen). A.M.A.Z.O. es traído de vuelta por John Deegan mientras reescribe la realidad durante la batalla final del crossover en "Elseworlds, Part 3", solo para ser confrontado y derrotado por Brainiac 5 de Tierra-38.

#### Animación
- Amazo hizo múltiples apariciones en la DCAU, con la voz de Robert Picardo:
  - Amazo ha aparecido en la serie animada de televisión Liga de la Justicia. A pesar de que es llamado "A.M.A.Z.O." en planos de Ivo, él normalmente es conocido como "androide de Ivo" o simplemente "El Androide" (El Doctor Destino se refirió a él como "Amazo" en distintas ocasiones). Su primera aparición fue en "Tabla Rasa, Parte 1 y 2", cuando Lex Luthor lo encontró en la casa del Profesor Ivo (quien ya se encontrado muerto), lo buscaba esperando que este lo ayudara a reconstruir su traje dañado para contener su cáncer, por su exposición prolongada a la radiación de la kryptonita intentando matar a Superman múltiples veces. Descubriendo los poderes de Amazo cuando Amazo copió su rostro, Luthor utiliza el Androide para ayudarlo en su búsqueda contra la Liga, alegando que Ivo hubiera querido que Luthor buscara a Amazo y diciendo que en la Liga todos eran malos. Amazo demostró ser más que un rival de temer para la Liga cuando este consigue copiar todos los poderes de los héroes combinados de cada uno solo con mirarlos unos segundos, con excepción de Batman ya que cuando este lo analizó, mencionó que el hombre murciélago no tenía ningún poder que pudiera copiar, sin embargo Batman astutamente saca un pedazo de krytonita que llevaba según murciélago por precaución, haciendo que Amazo detectara el pedazo de kryptonita como un objeto peligroso y empieza a debilitarse y agonizar de dolor por lo que se ve forzado a escapar de la zona. Sin embargo, la caída de Luthor se produjo cuando el Detective Marciano permitió a Amazo copiar sus poderes y leer la mente de Luthor, descubriendo que solo lo estuvo utilizando todo el tiempo. Luthor detonó una bomba cerca de la cabeza de Amazo, que había construido Ivo, pero él sobrevivió usando sus poderes para cambiar de forma. Después de apabullar a Luthor, voló hacia el espacio utilizando los poderes de Chica Halcón y Superman. Se comentó que él puede convertirse en un dios con sus poderes de copiador. Esta versión de Amazo apareció como una fluida, escultural figura gris, alrededor de 10 pies de alto con una cara que era sin rasgos salvo por un par de ojos anaranjados que brillan cada vez que analiza y copia una nueva habilidad. Él también, temporalmente, incorporó elementos del físico de los otros personajes, como las alas de Chica Halcón y las antenas en forma de rayo de Flash, junto con sus características.
  - Amazo más tarde apareció en la Liga de la Justicia Ilimitada en el episodio "El regreso". Su "piel" ya no era gris, si no que ahora era resplandeciente y dorada, sus poderes han evolucionado hasta el punto en el que la Liga combinada, incluyendo la casi totalidad de los miembros de sus reservas, fueron incapaces de mantenerle a raya mientras que el Átomo y Lex Luthor intentaron diseñar un arma capaz de derrotarlo utilizando los planos originales del androide, para neutralizar la nanotecnología de Amazo. Disparando el arma, se reveló que Amazo incluso ha evolucionado más allá de la nanotecnología de la que fue hecho una vez. Amazo había derrotado también a toda la fuerza de la Corporación de linternas Verdes en su planeta natal de Oa, antes de transportar el planeta mismo a otra dimensión durante su viaje a la Tierra alegando que este interfería en su camino. Sin embargo, se revela que Amazo no buscaba vengarse de Luthor como se pensó inicialmente, sino que en realidad estaba buscando su consejo filosófico sobre el significado de la existencia. Convencido por Luthor para encontrar el propósito de su existencia observando cómo la vida se desarrolla a lo largo de la eternidad sin fin, Amazo decide dejar a Luthor. Después se va junto con el Doctor Destino a vivir en la Torre del destino para reflexionar aún más este nuevo rumbo para su vida. También apareció una vez más en el episodio "Despertar a los muertos" para ayudar a detener a Solomon Grundy. Se dio cuenta de que Grundy estaba absorbiendo la energía, y por lo tanto Amazo dejó la lucha para evitar que sus vastos poderes ayudaran al monstruo arrasante y considerar cómo abordar el problema. Más tarde en el episodio "Divididos Caeremos" se reveló que originalmente Luthor accedio a crear el arma nanaotecnológica contra Amazo como parte de un esquema complejo para tener acceso momentáneo a sus planos, que Luthor memoriza rápidamente usando su memoria fotográfica. Él trató de transferir su mente al cuerpo de un segundo Amazo creado por el, pero Amanda Waller destruyó el cuerpo durante su intento de detener a Luthor.
- Amazo aparece en la Young Justice episodio "Educado" con la voz de Peter MacNicol (que también le da voz al Profesor Ivo). Esta versión es mucho más mecánica en apariencia. Amazo había estado en una batalla con la Liga de la Justicia. En el proceso, Amazo copió los poderes de Superman, Tornado Rojo, Canario Negro, Detective Marciano, Flash, Capitán Átomo y otros dos miembros de la Liga. Cuando sus partes estaban siendo enviadas a diferentes Laboratorios STAR en Boston y Nueva York, el convoy es interceptado por otros robots del Profesor Ivo. Superboy encontró al profesor Ivo, que desató a Amazo sobre él. Amazo estaba consiguiendo la ventaja en Superboy hasta que Robin y Kid Flash llegaron. Amazo logró impedir que la Justicia Joven detenga al Profesor Ivo. Superboy derrota a Amazo enviando su puño por la cabeza de Amazo, justo cuando volvió de ser intangible, y de esa forma destruyéndolo. El resto de las piezas de Amazo fueron enviadas a Laboratorios STAR.
- Amazo aparece en Batman: The Brave and the Bold en el episodio "Triunvirato del Terror" con la voz de Jeff Bennett. Aparece como un miembro de la Legión de la Perdición tratando de vencer a la Liga de la Justicia Internacional en un partido de béisbol.
- Amazo aparece en el episodio de Justice League Action "Boo-ray for Bizarro", con la voz de Thomas Lennon. Además de replicar las habilidades, poderes y herramientas personales de un objetivo, también es capaz de replicar la destreza mental de un individuo, ya que obtuvo la aguda intuición de Batman. Llega a la Atalaya de la Liga de la Justicia con la intención de replicar los poderes de cada miembro de la Liga de la Justicia y capturarlos antes de conquistar el mundo. Amazo hace una referencia al profesor Ivo que está muerto. Mientras captura a Batman, Flash, Green Lantern, Detective Marciano, Superman y Wonder Woman, envía una señal de socorro para que todos los demás miembros de la Liga regresen a la base. Antes de que pueda lanzar su trampa, Bizarro llega. Queriendo unirse a la Liga, Bizarro decide ayudar a detener a Amazo trayendo a quien él dice es el "Hombre más inteligente de la Galaxia", que resulta ser Space Cabbie. Mientras Amazo lucha contra Bizarro mientras replica sus poderes, la mentalidad retrógrada del clon entra en conflicto con el procesamiento de Amazo, lo que finalmente lo sobrecarga y deja a Amazo catatónico.

### Películas
- Amazo aparece en la animación directa a DVD de 2010 de la Warner Bros. Batman: Under The Red Hood con la voz de Fred Tatasciore que estaba sin acreditar por el papel. Él estaba siendo entregado a los hombres de Máscara Negra cuando algunos de los secuaces de Red Hood se lo llevaron en un camión. Batman intervino y en la lucha Amazo fue activado, aparentemente con los poderes de Superman, Supergirl, Power Girl, o Detective Marciano (es decir, invulnerabilidad, super fuerza, vuelo y disparos oculares de rayos calóricos). Él demostró ser bastante formidable, pero fue reducido después de que Nightwing apareció para ayudar a su antiguo mentor. La cabeza de Amazo fue volada con explosivo plástico y sus restos fueron confiscados por Batman.
- Amazo aparece en Injustice. Esta versión fue construido por Ra's al Ghul aparentemente para ayudar a Superman a imponer la paz mundial, pero con el objetivo secreto de matar a Superman después de replicar sus poderes. Después de volverse violento en su búsqueda por mantener el orden, Superman y sus aliados unen fuerzas con la resistencia de Batman para luchar contra Amazo. Mata a Hombre Halcón y Cyborg antes de que Plastic Man lo destruya desde adentro.
- Una versión de Amazo aparece en la película animada, Justice League: Crisis on Infinite Earths, donde lucha contra Superman y Flash.

### Videojuegos
- Amazo aparece en el videojuego Justice League: Chronicles (2003).
- Si bien Amazo no aparece en Lego DC Super-Villains, los jugadores tienen acceso al "Proyecto Amazo", que les permite personalizar los poderes de su personaje.

## Curiosidades
- El Super-Adaptoide es la contrapartida Marvel de este villano.